# جاراد بول
جاراد بول (بالإنجليزية: Jarrad Paul)‏ هو كاتب سيناريو ومخرج وممثل أمريكي، ولد في 20 يونيو 1976 بميامي في الولايات المتحدة.

## أعمال

### أفلام
- (1997) كاذب كاذب[2]
- (2008) رجل نعم[3][4][5]
- (2013) فيلم 43[6]
- (2015) ذا دي تراين

### مسلسلات
- بيفرلي هيلز 90210
- تحسين المنزل
- مونك

## وصلات خارجية
- جاراد بول على موقع IMDb (الإنجليزية)
- جاراد بول على موقع ألو سيني (الفرنسية)
- جاراد بول على موقع أول موفي (الإنجليزية)
- جاراد بول على موقع قاعدة بيانات الأفلام السويدية (السويدية)
- جاراد بول على موقع قاعدة بيانات الفيلم (الإنجليزية)
- جاراد بول على موقع كينوبويسك (الروسية)